# 梅山大桥
梅山大桥是中华人民共和国浙江省宁波市一座跨海大桥。大桥位于北仑区，始于沿海中线，终于梅西盐场，跨越梅山水道连接梅山岛和陆地，全长2200米，主桥长1478米，宽28.4米，2008年3月28日开工，2010年1月9日全线贯通，2010年5月18日通车，从此结束梅山岛仅通过轮渡往来于陆地的历史，同时也为梅山保税港区的发展创造了条件。